# Bolnes
Bolnes é uma aldeia da província da Holanda do Sul, nos Países Baixos. Está situado sobre a ilha IJsselmonde, na margem sul do rio Nieuwe Maas, a leste da confluência com o Hollandse IJssel, na fronteira com o município de Roterdã. Em 2004, 73 000 pessoas residiam em Bolnes.